# Villa Carcina
Villa Carcina est une commune italienne de la province de Brescia, dans la région Lombardie.

## Administration
| Période                                  | Période | Identité | Étiquette | Qualité |
| ---------------------------------------- | ------- | -------- | --------- | ------- |
|                                          |         |          |           |         |
| Les données manquantes sont à compléter. |         |          |           |         |

### Hameaux

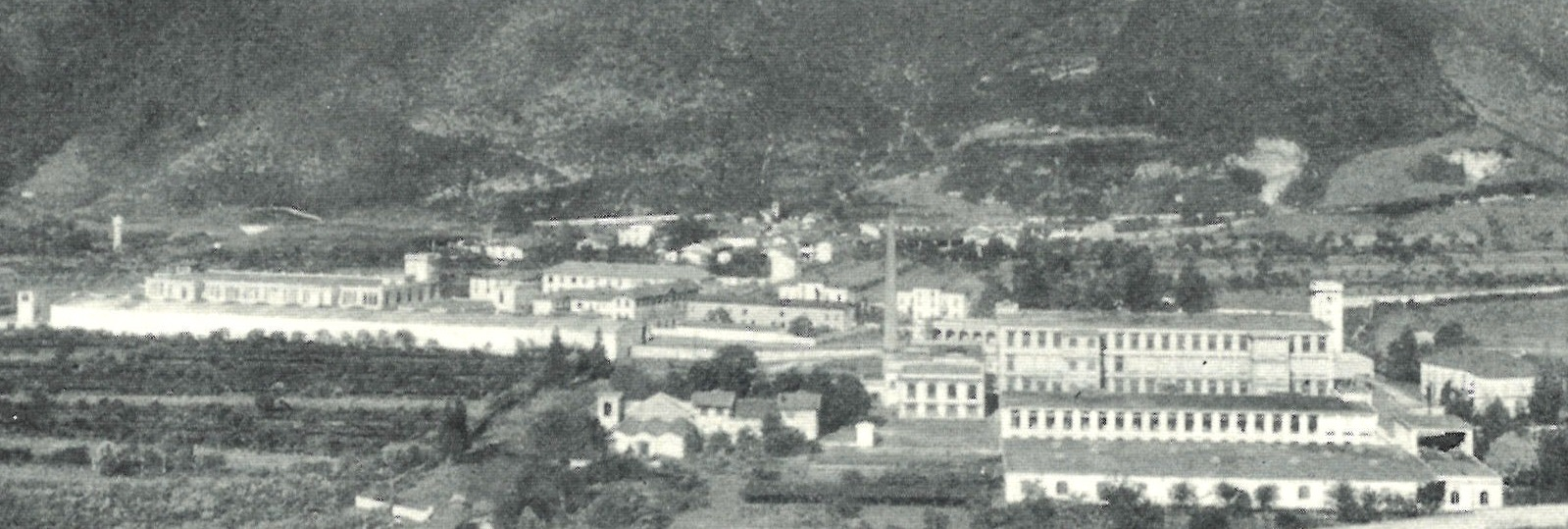

Carcina, Pregno, Cogozzo, Cailina, Villa

### Communes limitrophes
Brione (Brescia), Concesio, Gussago, Lumezzane, Sarezzo

## Personnalités liées
- Dinarosa Belleri (1936-1995), née à Cailina de Villa Carcina, religieuse des Sœurs des pauvres de Bergame, missionnaire et infirmière en Afrique, reconnue vénérable par le pape François[2],[3].